# Rachia cryptocephala
Rachia cryptocephala är en fjärilsart som beskrevs av Felix Bryk 1950. Rachia cryptocephala ingår i släktet Rachia och familjen tandspinnare. Inga underarter finns listade.